# Oscar Juel
Hans Oscar Juel, född den 17 juni 1863 i Stockholm, död den 4 juli 1931, var en svensk botanist och mykolog. Han var bror till amiralen Bernhard Juel.
Juel blev 1881 student vid Stockholms högskola, 1890 filosofie doktor i Uppsala, 1892 docent, 1902 extra ordinarie och 1907 ordinarie professor i botanik vid Uppsala universitet. Han lämnade många värdefulla bidrag till kännedomen om de lägre svamparna. Han skrev även flera böcker angående den allmänna botaniken. De flesta av dessa avhandlingar blev intagna i svenska fackpublikationer. För studier av fanerogamernas biologi och de lägre svamparna företog han resor i Sverige, Norge och Nordafrika. Från 1906 var Juel ledamot av Vetenskapssocieteten i Uppsala och han invaldes som ledamot av Kungliga Vetenskapsakademien 1911, av Fysiografiska sällskapet i Lund 1913 och av Vetenskaps- och Vitterhetssamhället i Göteborg 1914. Auktorsnamnet Juel kan användas för Oscar Juel i samband med ett vetenskapligt namn inom botaniken; se Wikipediaartiklar som länkar till auktorsnamnet.